# Evan Stone
Evan Stone (ur. 18 lipca 1964 w Ames) – amerykański aktor przemysłu pornograficznego. 
W 2010 został wprowadzony do alei sław Hall of Fame XRCO Award. W 2011 jego nazwisko trafiło do galerii sław Hall of Fame AVN Award, stał się trzecim aktorem w historii, który trzykrotnie otrzymał branżową nagrodę magazynu „Adult Video News” w Las Vegas dla wykonawcy roku i był uznany przez CNBC za jedną z dwunastu najpopularniejszych gwiazd porno, będąc jedynym mężczyzną, który znalazł się na tej liście. 
W czerwcu 2024 zdecydował, że kandyduje do Kongresu w Nevadzie jako republikanin.

## Wczesne lata
Urodził się w Ames w stanie Iowa. Kiedy jego rodzice rozwiedli się, matka zamieszkała w Michigan, a ojciec na Florydzie. Dorastał w Dallas w Teksasie jako adoptowany syn strażaka, który prowadził również biznes z materiałami piśmienniczymi.
Po ukończeniu lokalnego liceum Gobles High School (1982), został dostrzeżony w miejscowym uniwersytecie w swojej klasie twórczego pisania, gdzie zrobił wrażeniem czytając fragment lektury Anny Frank. Wtedy nauczyciel zaproponował mu możliwość czytania na pokaz uczelni, dostał rolę, i odkrył, że może zarówno występować publicznie jak i śpiewać. Mając 16 lat wystąpił w spektaklu Dale’a Wassermana Człowiek z La Manczy jako Sancho Panza, a wkrótce potem został obsadzony w roli Poncjusza Piłata w musicalu Jesus Christ Superstar.
Przez rok uczęszczał do lokalnego college’u, zanim przystąpił do Reserve Officers' Training Corps (ROTC). Grał w gridiron football na pozycji defensywnego liniowego dla Western Michigan Broncos – National Collegiate Athletic Association. Jednak z powodu kontuzji podczas gry w piłkę nożną, przerwał naukę w szkole. Podczas odwiedzin swojej siostry w Houston w Teksasie, spotkał się z menedżerem firmy windykacyjnej, gdzie operator sieci komórkowych zatrudnił go do pracy.
Początkowo na rodzinnym ranczo zajmował się gospodarstwem z hodowlą koni. Chciał być lekarzem, pracował jako przewoźnik i sanitariusz w lokalnym pogotowiu ratunkowym. Dorabiał potem w rzeźni, na hali produkcyjnej, na wózkach widłowych dla Pepsi-Coli, na stacji benzynowej jako mechanik samochodowy, w sklepie spożywczym, a także jako konserwator zieleni na polu golfowym.

## Kariera
Kiedy w miejscowym klubie, który promował tancerzy, wygrał konkurs dla amatorów, tańczył w swoim klubie i założył trupę, z którą przez osiem lat podróżował jako męski striptizer i egzotyczny tancerz w stanie Teksas, Oklahoma i Luizjana, a takąze w Bostonie i New Hampshire. Pracował w restauracji obiadowej „Medieval Times” w Dallas. Wkrótce spotkał się z producentem, montażystą i reżyserem filmów erotycznych Michaelem Ravenem, który zaproponował mu pracę w swoim pierwszym filmie. Wyjechał więc do Los Angeles. Początkowo Evan miał być statystą, ale ostatecznie w 1997, w wieku 33 lat, zadebiutował w filmie porno.
W jego filmografii znajduje się blisko 2 tys. tytułów, zrealizowanych z Adam & Eve, Diabolic Video, Vivid czy New Sensations. Często pracował przy seriach filmowych, m.in. 100% Blowjobs (Jill Kelly Productions), Busty Beauties (Hustler Video), Smash Pictures – Friends And Family 1-3. Inne znane filmy to Hotel No Tell, Karate Kid XXX: A DreamZone Parody (Dream Zone Entertainment), Official Hogan Knows Best Parody (3rd Degree) i Young Girls Next Door (Adam & Eve). Brał udział w scenach seksu analnego, grupowego czy triolizmu. Występował także w parodiach porno filmów hollywoodzkich, z których najpopularniejszą pozostali Pirates (2005).
20 grudnia 2008 znalazł się na piątym miejscu w rankingu „Top5 najbardziej atrakcyjnych aktorów porno” wg hiszpańskiego portalu Nosotras.
Był bohaterem odcinka serialu South Park pt. The Return of the Fellowship of the Ring to the Two Towers. Grał motyla w filmie Frankie in Blunderland (2011).
19 stycznia 2013 w Hard Rock Hotel and Casino (Las Vegas) pojawił się na czerwonym dywanie podczas gali wręczenia nagród AVN Award.

## Życie prywatne
W czerwcu 2002 poślubił Jessikę Drake, z którą rozwiódł się dwa lata później w 2004. W 2008 związał się z filipińską aktorką porno Syren.

## Filmografia

### Filmy
| Rok  | Tytuł                               | Rola                   | Reżyser           |
| ---- | ----------------------------------- | ---------------------- | ----------------- |
| 2004 | Bikini Cavegirl                     | Tiko                   | Nicholas Medina   |
| 2004 | Bikini Chain Gang                   | Tommy                  | Fred Olen Ray     |
| 2006 | Ghost in a Teeny Bikini             | Marsh                  | Fred Olen Ray     |
| 2006 | Bikini Girls from the Lost Planet   | agent Decker           | Fred Olen Ray     |
| 2007 | Bewitched Housewives (TV)           | Martin                 | Fred Olen Ray     |
| 2007 | Saint Francis                       | Zero                   | Ezra Allen Gould  |
| 2008 | Bikini Royale (TV)                  | Parker Savage          | Fred Olen Ray     |
| 2008 | Tarzeena, Queen of Kong Island (TV) | Jack Carver            | Fred Olen Ray     |
| 2011 | Frankie in Blunderland              | Motyl                  | Caleb Emerson     |
| 2012 | Dirty Blondes from Beyond (TV)      | Jock                   | Fred Olen Ray     |
| 2012 | The Teenie Weenie Bikini Squad (TV) | Frank                  | Fred Olen Ray     |
| 2015 | Franklin: A Symphony of Pain        | posłaniec wszechświata | Jeremy Westrate   |
| 2015 | Death-Scort Service                 | osobowość telewizyjna  | Sean Donohue      |
| 2017 | Jack Jimminy                        | Evan Stone             | Nolan Silverstein |
| 2022 | They Call Her Headhunter            | Jack Boży              | Gary Dean Orona   |

### Seriale
| Rok  | Tytuł                                                                         | Rola                 |
| ---- | ----------------------------------------------------------------------------- | -------------------- |
| 2002 | E! True Hollywood Story: Ginger Lynn (dokumentalny)                           | w roli samego siebie |
| 2003 | The Best Sex Ever                                                             | Alex                 |
| 2004 | Pornobiznes: Naga prawda (Pornucopia: Going Down in the Valley, dokumentalny) | w roli samego siebie |
| 2005 | Sex Games: Vegas                                                              | Alex                 |
| 2006 | Sex Games: Vegas                                                              | Greg                 |
| 2007 | The Lair                                                                      | „Jimmy”              |
| 2009 | Raaaaaaaandy!                                                                 | w roli samego siebie |
| 2015 | Hard Times                                                                    | Billy Bruizer        |

## Nagrody
| Rok  | Nagroda                               | Kategoria                                          | Film                                                          | Pozostali wykonawcy                                                           |
| ---- | ------------------------------------- | -------------------------------------------------- | ------------------------------------------------------------- | ----------------------------------------------------------------------------- |
| 2000 | XRCO Award                            | Najlepszy nowy ogier                               | –                                                             | –                                                                             |
| 2001 | AVN Award                             | Wykonawca roku                                     | –                                                             | –                                                                             |
| 2001 | AVN Award                             | Najlepszy aktor – Film Adrenaline / Sin City Films | –                                                             | –                                                                             |
| 2001 | Nightmoves Award                      | Najlepszy aktor                                    | –                                                             | –                                                                             |
| 2001 | XRCO Award                            | Wykonawca roku                                     | –                                                             | –                                                                             |
| 2002 | XRCO Award                            | Najlepszy aktor – samotny wykonawca                | Fucko Clown w Cap’N Mongo’s Porno Playhouse (2000)            | –                                                                             |
| 2004 | AVN Award                             | Najlepszy aktor – wideo                            | Buzz Starfokker w Space Nuts (2003)                           | –                                                                             |
| 2006 | AVN Award                             | Najlepszy aktor – wideo                            | kpt. Edward Reynolds w Pirates (2005)                         | –                                                                             |
| 2006 | Nightmoves Award                      | Najlepszy aktor                                    | –                                                             | –                                                                             |
| 2007 | AVN Award                             | Najlepszy aktor – wideo                            | Sex Pix (2005)                                                | –                                                                             |
| 2008 | Orgazmik Award                        | Wykonawca roku                                     | –                                                             | –                                                                             |
| 2008 | XRCO Award                            | Wykonawca roku                                     | –                                                             | –                                                                             |
| 2008 | XBIZ Award                            | Wykonawca roku                                     | –                                                             | –                                                                             |
| 2008 | F.A.M.E. Awards                       | Ulubiony gwiazdor                                  | –                                                             | –                                                                             |
| 2008 | AVN Award                             | Wykonawca roku                                     | –                                                             | –                                                                             |
| 2008 | AVN Award                             | Najlepsza scena seksu grupowego                    | Debbie Does Dallas... Again (2007)                            | Monique Alexander, Christian, Jay Huntington, Stefani Morgan i Savanna Samson |
| 2008 | Night Moves Adult Entertainment Award | Najlepsza rola męska, polecana przez redakcję      | –                                                             | –                                                                             |
| 2009 | AVN Award                             | Najlepszy aktor – wideo                            | kpt. Edward Reynolds w Pirates II: Stagnetti’s Revenge (2008) | –                                                                             |
| 2009 | XRCO Award                            | Samotny wykonawca – wideo                          | kpt. Edward Reynolds w Pirates II: Stagnetti’s Revenge (2008) | –                                                                             |
| 2009 | Hot d’Or                              | Najlepszy aktor amerykański                        | kpt. Edward Reynolds w Pirates II: Stagnetti’s Revenge (2008) | –                                                                             |
| 2009 | F.A.M.E. Awards                       | Ulubiony gwiazdor                                  | –                                                             | –                                                                             |
| 2010 | XBIZ Award                            | Występ roku                                        | kpt. James T. Kirk w This Ain't Star Trek XXX (2009)          | –                                                                             |
| 2010 | XRCO Award                            | Wykonawca roku                                     | –                                                             | –                                                                             |
| 2010 | XRCO Award                            | XRCO Hall of Fame (Galeria Sław XRCO)              | –                                                             | –                                                                             |
| 2010 | F.A.M.E. Award                        | Ulubiony gwiazdor                                  | –                                                             | –                                                                             |
| 2011 | Nightmoves Award                      | Wykonawca roku                                     | –                                                             | –                                                                             |
| 2011 | AVN Award                             | AVN Hall of Fame (Galeria Sław AVN)                | –                                                             | –                                                                             |
| 2011 | AVN Award                             | Najlepszy aktor drugoplanowy                       | Człowiek-Zagadka w Batman XXX: A Porn Parody (2010)           | –                                                                             |
| 2011 | AVN Award                             | Wykonawca roku                                     | –                                                             | –                                                                             |
| 2011 | PollyGrind Film Festival              | Najlepszy występ cameo                             | Motyl w Frankie in Blunderland (2011)                         | –                                                                             |
| 2014 | Fannys Award                          | Nagroda za całokształt twórczości                  | –                                                             | –                                                                             |
| 2015 | Legends of Erotica                    | Legenda Erotyczna Hall of Fame                     | –                                                             | –                                                                             |
| 2016 | Nightmoves Award                      | Nagroda narodowa za całokształt twórczości         | –                                                             | –                                                                             |
| 2018 | Urban X Awards                        | Urban X Awards Hall of Fame                        | –                                                             | –                                                                             |